# Piruapsis vestitus
Piruapsis vestitus är en skalbaggsart som först beskrevs av White 1855.  Piruapsis vestitus ingår i släktet Piruapsis och familjen långhorningar.
Artens utbredningsområde är Venezuela. Inga underarter finns listade i Catalogue of Life.